# Imperial Hotel (Tokio)
Das Imperial Hotel (japanisch 帝国ホテル, Teikoku hoteru) ist ein Hotel in Tokio, das in der dritten Generation dieselbe Stelle am Hibiya-Park einnimmt.

## Das erste Imperial Hotel

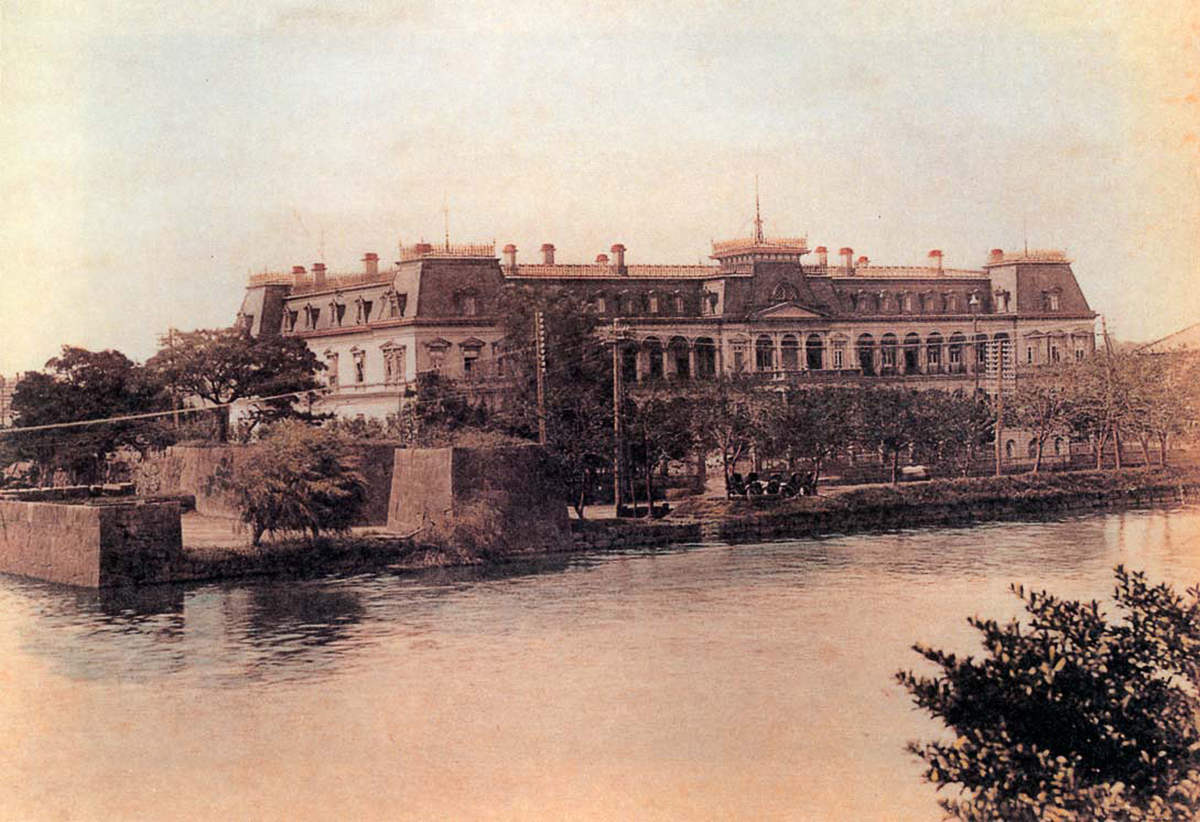
Erstes Imperial

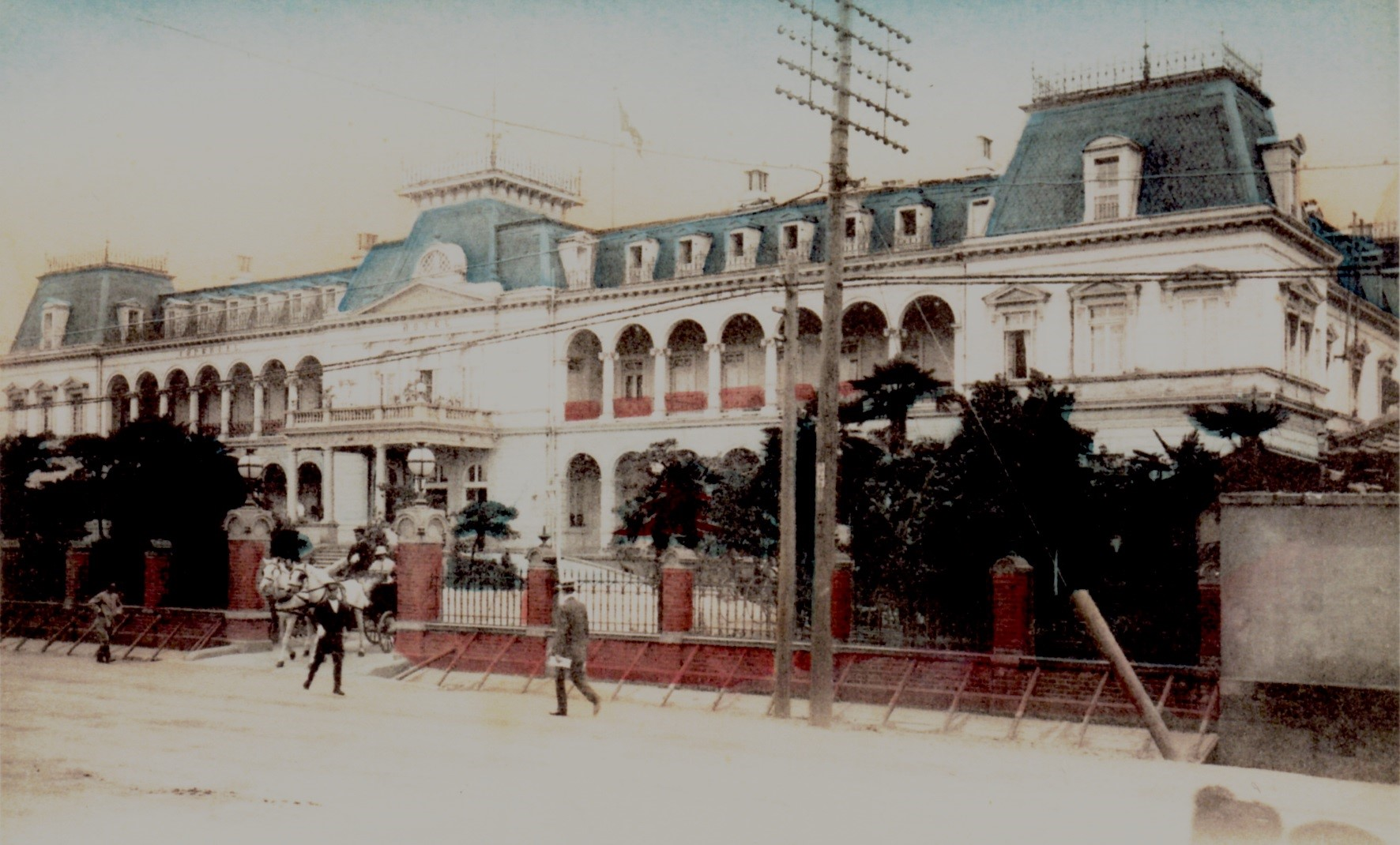
Erstes Imperial

1887 beschloss die Meiji-Regierung, in Tokio ein erstklassiges Hotel im westlichen Stil bauen zu lassen. Der japanische Außenminister Inoue Kaoru (1835–1915) und Vertreter des Kaiserlichen Hofamtes trafen sich, um die Details zu klären. Der Politiker Ōkuma Shigenobu und der Unternehmer Shibusawa Eiichi gehörten zu den Personen, die das Projekt unterstützten.
Man pachtete auf 60 Jahre ein Grundstück von 25.000 Quadratfuß direkt an der Straße östlich vom Hibiya-Park. Als Kapital wurden 260.000 Yen benötigt, was damals keine kleine Summe war. Das Kaiserliche Hofamt wurde der größte Geldgeber. Die ursprünglichen Pläne für das neue Hotel wurden von den deutschen Architekten Böckmann und Ende erstellt, die sich in der Zeit in Japan aufhielten und für die Regierung bauten. Aber als die Fundamente gelegt waren, waren die Auftraggeber unzufrieden und beauftragten den Architekten Watanabe Yuzuru, den Bau weiter zu führen und die Pläne zu modifizieren.
Watanabe hatte in Tokio bei Josiah Conder studiert und sich auch in Deutschland weiter gebildet. Als Watanabe den Bau übernahm, waren grundlegende Teile bereits fertiggestellt, so dass er den ursprünglichen Plänen weitgehend folgen musste und auch am architektonischen Schmuck nicht viel ändern konnte. Obwohl Watanabe für die Fertigstellung verantwortlich war, kann man dieses erste Imperial Hotel im Wesentlichen als Böckmann-Ende Bau ansehen.
Das Hotel war ein Stein/Holzbau, zweistöckig mit ausgebautem Dachgeschoss, wobei die Zimmer im ersten und zweiten Stock geräumige Veranden aufwiesen. Es gab Ställe für 24 Wagen und 40 Pferde. Innen gab es 60 Gästezimmer, Speisezimmer, Billard- und Lesezimmer. Der Hauptspeisesaal war 20 × 15 m groß und diente auch als Ballsaal.
Eröffnet wurde das Hotel am 3. November 1890, am Geburtstag des Meiji-Tennō. Das Hotel wurde schnell zum gesellschaftlichen Mittelpunkt Tokios. Fürst Itō Hirobumi speiste dort regelmäßig.
Das Hotel genoss von Beginn an Ansehen, aber das Hotel-Geschäft entwickelte sich nur langsam. In den Anfangsjahren blieben im Schnitt nur 14 Personen über Nacht. Vor allem aber nachdem die USA 1902 die Philippinen annektierten, kamen mehr ausländische Gäste. Auch der japanisch-russische Krieg brachte Besucher. 1902 hatte der Deutsche Emil Flaig das Management von seinem Vorgänger M. Yokoyama übernommen. Flaig führte das Hotel in die Gewinnzone und wurde dafür Anfang 1906 mit einem halben Jahr bezahlten Heimaturlaub belohnt. In Deutschland erlitt er einen Herzinfarkt und starb am 19. August 1906.
Anfang 1906 hatte man Karl Flaig als Vertreter für seinen Bruder eingestellt, der den Bau eines Annexes beaufsichtigte und sich um die weitere Modernisierung kümmerte. Karl, geb. 1865, starb allerdings 1907 in Tokio, sein Grab befindet sich auf dem Friedhof Aoyama.
Dieses erste Imperial Hotel blieb in Betrieb, während nebenan der Wright-Bau entstand. Aber am 16. April 1922 brannte das erste Imperial auf Grund von Fahrlässigkeit ab. Da das Feuer am späten Nachmittag ausbrach und genügend Personal zur Stelle war, gab es keine Verletzten.

## Das 2. Imperial Hotel (Frank Lloyd Wright Bau)

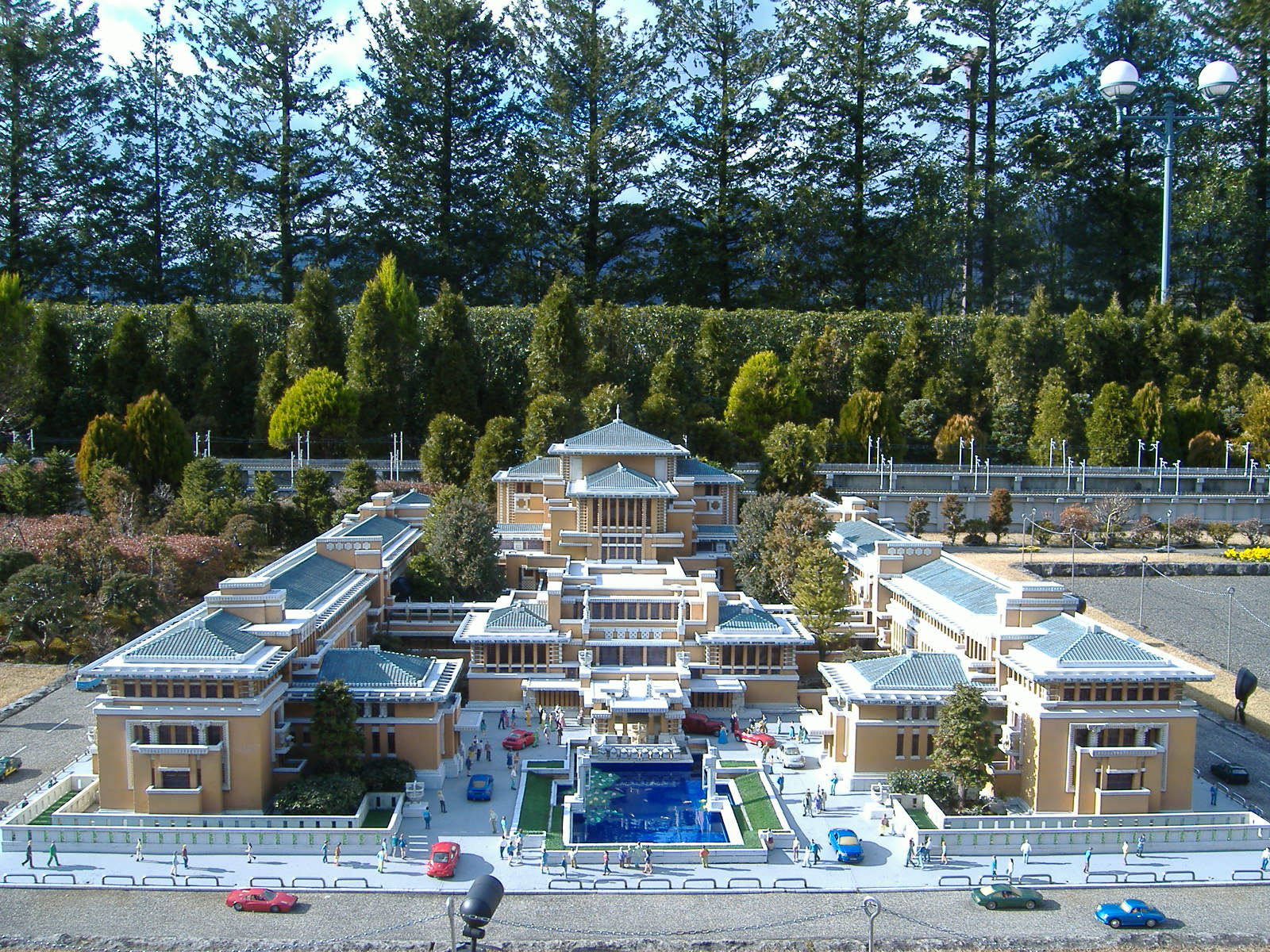
Der Wright-Bau als Modell im Tobu World Square

### Schwieriger Start und das Erdbeben

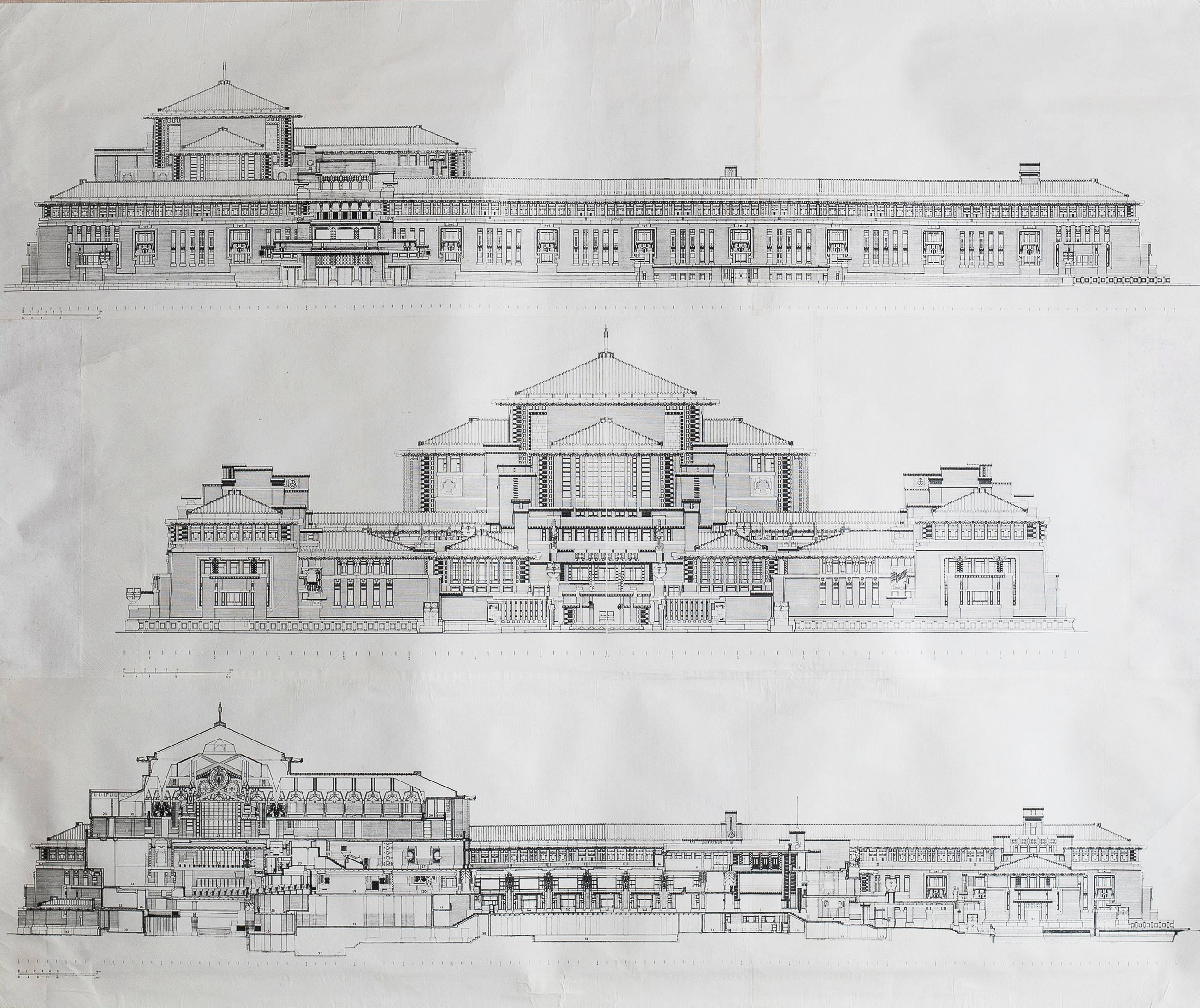
Das Imperial Hotel Tokyo plant ein Design von Wright

1915 hatte man sich entschlossen, das Imperial Hotel durch einen Neubau zu ersetzen und dachte dabei an Frank Lloyd Wright als Architekten. Eine Delegation reiste nach Taliesin (Wisconsin) und führte Gespräche mit ihm.
Nach Verzögerungen wurde 1917 beschlossen, die Idee eines Neubaus endlich in die Tat umzusetzen, und zwar nach den Plänen Wrights, die dieser seit 1915 vorbereitet hatte. Wright erschien daraufhin selbst zu Beratungen in Japan. Er brachte Antonin Raymond mit, der ihm assistierte.
Der Bau wurde als Kombination von Ziegel- und Naturstein-Bau ausgeführt. Als Naturstein nutzte Wright den Ōya-Stein, einen hellen Tuffstein, der leicht zu bearbeiten war und so für freie Ornamentik genutzt werden konnte. Einige hundert Steinmetze waren mit der Bearbeitung beschäftigt.
Die große Krise kam 1921. Ōkura Kihachirō (1837–1928), Vorsitzender des Direktoriums gab dessen Drängen auf Kostenreduzierung weiter und beschwor Wright, z. B. auf das Wasserbassin vor dem Eingang zu verzichten, das würde 40.000 Yen sparen. Aber Wright blieb unnachgiebig. Schließlich wurde das Kapital auf 6 Mio. Yen verdoppelt, das Bassin und weiteres konnte gebaut werden. Nach Konsolidierung der Situation kehrte Wright in die USA zurück, wobei er in seiner Autobiographie gerührt vermerkt, wie viele Leute ihn nach Yokohama bis zum Schiff begleiteten.
Am 4. Juli 1922 wurde der erste Teil des neuen Hotels mit einem Empfang eröffnet, der für die früheren Kameraden von Admiral Uryū Sotokichi an der Annapolis Naval Academy zusammen mit Edwin Denby, zu der Zeit U.S. Secretary of the Navy (Marineminister), gegeben wurde. Das Imperial war dann nach einem dreiviertel Jahr vollständig fertig und wurde am 1. September 1923 eröffnet, nur Stunden vor dem Großen Kantō-Erdbeben.
Das Erdbeben am Tage der Eröffnung  bewies die Qualität des Baukonzeptes, aber auch des Hotelpersonals. Baron Ōkura sandte ein Telegramm an Wright mit folgendem Inhalt: „Hotel stands undamaged as monument of your genius. Hundreds of homeless provided by perfectly maintained service. Congratulations.“ Wright reichte das Telegramm herum, das den Anschein erweckte, sein Hotel sei das einzige Gebäude, das in Stadtmitte das Erdbeben überstanden habe.
Aber so war es natürlich nicht. So war z. B. der Oberhaus-Club in der Nähe, der noch von Josiah Conder 1883 damals als „Rokumeikan“ erbaut worden war, stehen geblieben, so auch die Bank of Japan, gebaut von Conders Schüler Tatsuno Kingo.

### Das Hotel
Das neue Hotel war kein geschlossener Block, sondern bestand aus vielen, miteinander verbundenen Flügeln. Die Hauptflügel, in denen sich die Gästezimmer befanden, waren etwa 160 m lang und nur drei Stockwerke hoch. Einige Teile des Gebäudes ragten aber bis zu einer Höhe empor, die sieben Stockwerken entsprach. Die Übernachtungsmöglichkeiten reichten von Einzelzimmern bis hin zu geräumigen Suiten mit einer Gesamt-Kapazität, die für 500 Gäste reichte.
Überall zeigte sich die Mischung aus Naturstein und Ziegelstein (hellgelb außen, dunkelbraun innen). Bis ins ornamentale Detail trug der Bau außen und innen die Handschrift Wrights. Die Beleuchtung der Hallen war indirekt, was ihnen die Stimmung  einer Kathedrale verlieh.
Um die sozialen Bedürfnisse zu befriedigen und der Unterhaltung Genüge zu tun, hatte Wright eine ganze Reihe von Möglichkeiten vorgesehen. Da war der Grill-Raum, da waren private Speisezimmer, da war die Bankett-Halle, da war das Theater, das 775 Plätze besaß. Die Lage dieser Räume war mit Bedacht gewählt und über einen eigenen Eingang an der Nordseite zugänglich, um die übernachtenden Gäste nicht zu stören.
Der beliebte Grill-Raum hatte eine Orchester-Bühne und ein Tanzparkett. Der auffälligste Raum, die Bankett-Promenade, auch „Pfauen-Allee“ genannt, war mit Teppichen aus Peking geschmückt und hatte Sessel zu beiden Seiten. Der größte Saal des Hotels konnte 1500 Personen bei Empfängen oder 1000 Personen zum Essen fassen. Und er konnte in einen Ballsaal verwandelt werden, in dem 150 Paare gleichzeitig tanzen konnten.
Wright vergaß auch den Hotelbetrieb nicht: die Küche war so innerhalb des Hotels angelegt, so dass alle Speisezimmer gut zu erreichen waren. Wright hatte sich dabei beraten lassen von Inumaru Tetsuzo, der auch Auslandserfahrung besaß und der dann nach der Eröffnung Manager des Hotels wurde.

### Kriegs- und Nachkriegszeit
In den 1930er Jahren begann das Hotel mit Planungen für die Olympischen Spiele in Tokio 1940. Man wollte dafür einen Flügel anbauen und die Zahl der Zimmer von 280 auf 500 erhöhen. Die Kosten waren auf 4 Mio. Yen veranschlagt, der Bau sollte 1937 beginnen. Aber dann begann der Japanisch-Chinesische Krieg, der in den Pazifikkrieg mündete, die Vorbereitungen kamen zum Erliegen. Während des Krieges konnte das Hotel den Betrieb aufrechterhalten, da es während der ganzen Zeit nie schwer beschädigt wurde.
Von 1945 bis zum Ende der Besatzung 1952 war das Hotel von den Amerikanern beschlagnahmt. Nach Rückgabe nahm es wieder seinen Betrieb auf. Das Geschäft ging gut, das Hotel wurde 1954 und 1958 durch zwei Bauten erweitert, aber dann beschloss man, es ganz durch einen Neubau zu ersetzen. Für diesen Neubau wurde der Wright-Bau am 15. November 1967 geschlossen und trotz Protesten abgerissen. Erhalten ist nur der Eingangsbereich und ein Teil der Lobby, der als Café genutzt wird und der samt Teich davor in Meiji Mura wieder aufgebaut wurde.

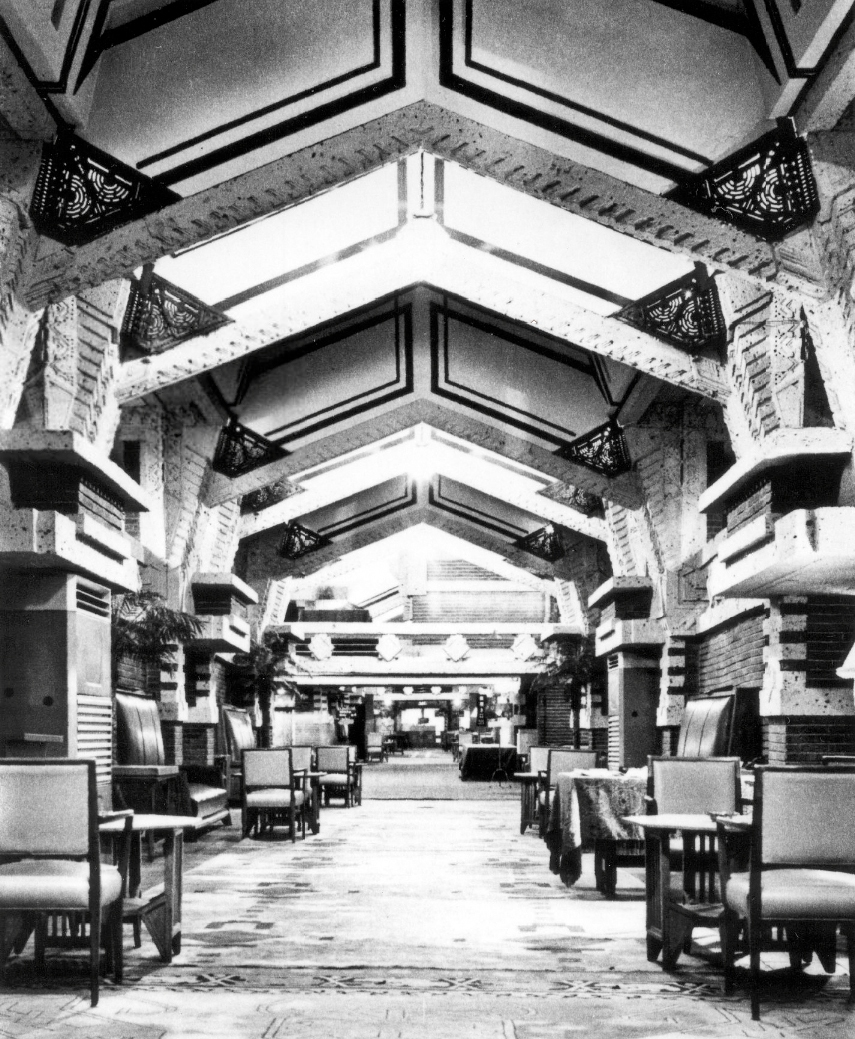
„Pfauen-Allee“
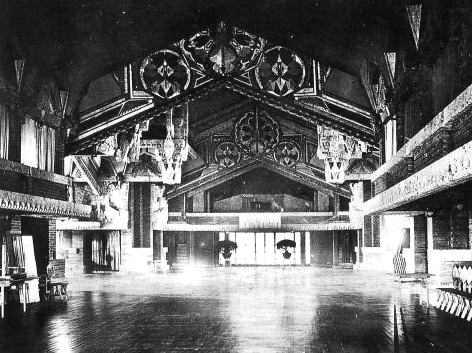
Großer Saal
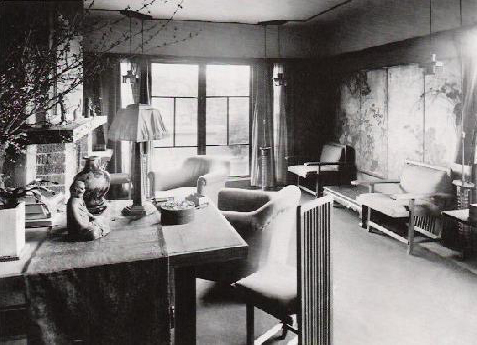
Gästezimmer
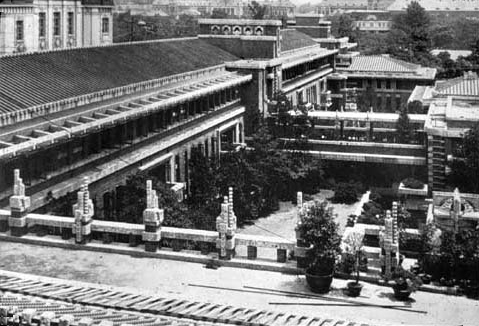
Blick zum Gästeflügel
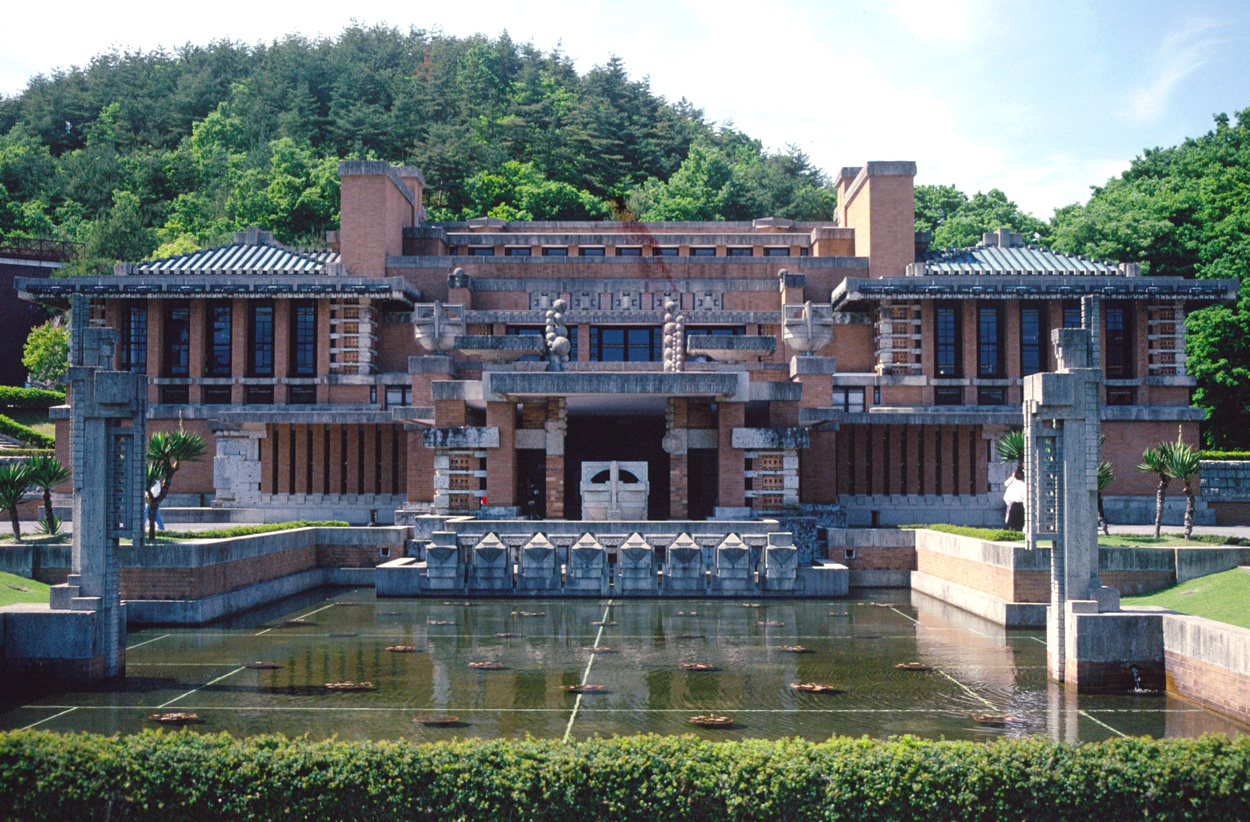
Eingangsbereich (heute im Museum Meiji Mura)

## Das Imperial Hotel heute

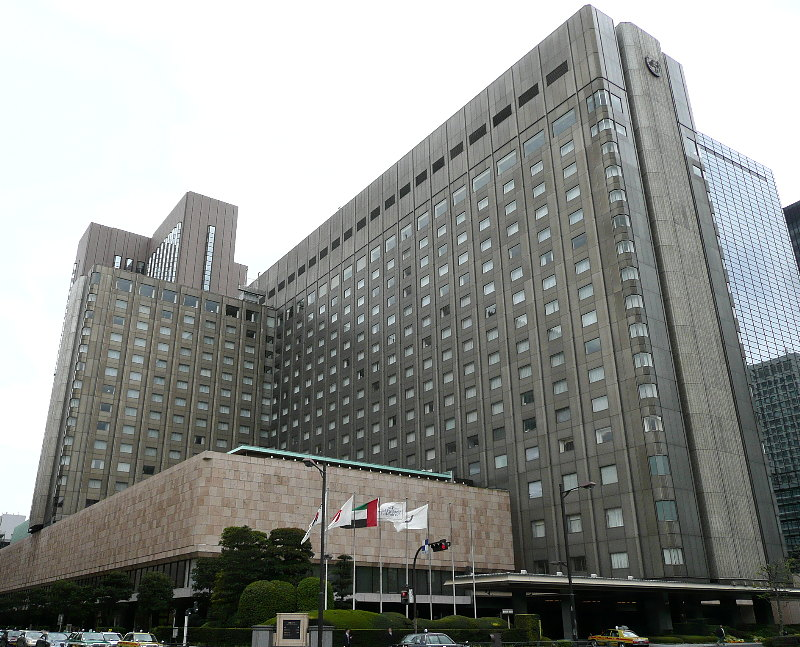
Imperial Hotel heute, im Hintergrund der Imperial Tower

Auch die Erweiterungsbauten zum Wright-Bau sind inzwischen verschwunden. Es waren dies:
- der „Erste Neue Flügel“ (Annex) Fertigstellung 1954, Abriss 1980,
- der „Zweite Neue Flügel“ (Ostflügel), Fertigstellung 1958, Abriss 1980.

Heute stehen noch:
- das „Neue Hauptgebäude“ (35° 40′ 20,5″ N, 139° 45′ 30″ OKoordinaten: 35° 40′ 20,5″ N, 139° 45′ 30″ O), Fertigstellung 1970, 17 Stockwerke über der Erde, 3 Stockwerke unter der Erde, 772 Gästezimmer, an Stelle des Wright-Baus,
- der „Imperial Tower“ (35° 40′ 19″ N, 139° 45′ 34″ O), Fertigstellung 1983, 31 Stockwerke über der Erde, 4 Stockwerke unter der Erde, 361 Gästezimmer, an der Stelle der „Neuen Flügel“.

An Wright erinnert im Hauptgebäude eine Bar im ersten Stock, die im typischen Wright-Stil gehalten ist.